# Ильясов, Роберт Юрьевич
Роберт Юрьевич Ильясов (род. 8 октября 1973, Казань) — российский регбист и игрок в регбилиг, игравший на позиции фуллбэка. Считался лидером атак в казанском клубе «Стрела». Капитан сборной России по регбилиг.

## Биография
Во время учёбы в школе он посещал секции по баскетболу, хоккею, футболу, самбо и лёгкой атлетике. Ильясов начинал свою карьеру в казанской «Стреле», будучи студентом Казанского авиационного института. Выступал за регбилиг-команды «Стрела» и «Локомотив», с 1995 по 2001 годы становился чемпионом страны пять раз подряд. В 1996 году выступил на студенческом чемпионате мира за сборную России, где был признан лучшим игроком чемпионата. Ему предлагали перейти играть за границу в английские клубы «Лондон Бронкос» или «Уоррингтон Вулфз», но он отказался сначала из-за травмы, а затем и по личным причинам. В 2005 году стал чемпионом России в составе «Локомотива», отыграв весь чемпионат почти без замен.
За сборную России в 2000 году Ильясов выступил на чемпионате мира по регбилиг и отметился занесённой попыткой в матче против Фиджи. Супруга — Оксана, дочери Карина и София. Отказался от перехода в Англию, поскольку не хотел оставлять Оксану одну.